# Post-SSRI sexual dysfunction
Post-SSRI sexual dysfunction is de omschrijving voor verschillende seksuele klachten die ontstaan zijn tijdens het gebruik van een medicijn uit de groep van de SSRI's en die vervolgens na het stoppen van dit medicijn kan blijven bestaan.

## Gebruik van SSRI's
SSRI's zijn een groep medicijnen die worden voorgeschreven tegen depressiviteit en tegen sommige andere psychische klachten. Ze worden sinds enige jaren zeer veel gebruikt.

## Seksuele klachten bij het gebruik van SSRI's
Er zijn gebruikers die seksuele klachten ondervinden tijdens het gebruik van een SSRI. Afhankelijk van het middel oplopend tot 70%. Voorkomende klachten zijn verminderd tot geen libido, erectiestoornissen (bij mannen) genitale gevoelloosheid en opwindingsproblemen. 
Bij een deel van hen blijven die seksuele klachten bestaan nadat ze gestopt zijn met het slikken van dat medicijn. Deze seksuele klachten worden 'post-SSRI sexual dysfunction' genoemd, oftewel PSSD. PSSD lijkt voor te komen bij een gedeelte van ex-SSRI-gebruikers. Nieuwe inzichten in de wetenschap bevestigen dat in individuele gevallen de klachten blijvend van aard kunnen zijn en gerelateerd kunnen worden aan het gebruik van een SSRI.
Deze klachten worden vaak toegeschreven aan de psychische oorzaken en niet aan het SSRI-gebruik. Er zijn onvoldoende vervolgstudies uitgevoerd die uitsluiten dat een SSRI blijvende schade aan het seksuele systeem kan veroorzaken. Onwetendheid en onbekendheid vanuit huisartsen en psychiaters op dit vlak zorgt ervoor dat klachten niet geassocieerd worden met SSRI-gebruik.
Het is bij alle medicijnen belangrijk dat patiënten en behandelaars onverwachte bijwerkingen melden aan Lareb, de instantie in Nederland die onder andere onderzoek doet naar de bijwerkingen van geneesmiddelen. Dat geldt ook voor de mogelijke bijwerking PSSD bij het gebruik van SSRI's. Voor België: het Federaal Agentschap voor Geneesmiddelen en Gezondheidsproducten (FAGG).
LAREB concludeert het volgende: "Emerging evidence (...) suggests that in some individuals, sexual dysfunction may persist indefinitely. Lareb received 19 reports of persistent sexual dysfunction after SSRI use. Although changes in sexual desire, sexual performance, and sexual satisfaction often occur as manifestations of a psychiatric disorder, these reports suggest that they may also be a consequence of SSRI treatment. The symptoms occurred soon after start of the medication and some patients reported explicitly that relational problems or sexual function disorders were not present before start of the SSRI. Some patients also reported that the depression remained in full remission, but the sexual function disorder persisted."

## Mogelijkheden voor wetenschappelijk onderzoek
Of seksueel dysfunctioneren te wijten is aan het gebruik van SSRI's is nog niet grondig onderzocht. Er is nog bijna geen gericht onderzoek gedaan naar PSSD. In de literatuur worden enkele patiënten beschreven in zogenaamde case reports, maar er is nog geen grootscheeps en langdurig onderzoek verricht naar deze klachten.
PSSD kan in kaart worden gebracht door specifiek hierop gericht wetenschappelijk onderzoek verspreid over een langere termijn. De volgende argumenten pleiten voor gericht onderzoek naar PSSD:
1. SSRI's behoren tot de meest voorgeschreven medicijnen, omdat depressiviteit heel vaak voorkomt.
2. Bijwerkingen op seksueel gebied komen tijdens het gebruik van SSRI's zeer vaak voor.
3. SSRI's zijn pas betrekkelijk recent ontwikkeld, waardoor de gevolgen op langere termijn van het slikken van deze medicatie nog niet bekend zijn.